# Feldaufladung
Die Feldaufladung beschreibt die elektrische Aufladung von gasgetragenen Partikeln (Aerosol) in einem elektrischen Feld bei Anwesenheit von unipolaren Ladungsträgern (Ionen oder Elektronen).
Ionen bzw. Elektronen besitzen eine hohe elektrische Mobilität. In einem elektrischen Feld ist die Driftgeschwindigkeit proportional zur elektrischen Feldstärke. Befindet sich ein Partikel in diesem Feld, so werden die Feldlinien in Abhängigkeit von der elektrischen Permittivität und dem Ladungszustand des Partikels verzerrt. Ladungsträger, die sich entlang der Feldlinien bewegen, kollidieren mit dem Partikel, wenn die Feldlinien auf der Partikeloberfläche enden. Mit jeder Kollision wächst die Ladungszahl des Partikels und damit auch das elektrische Gegenfeld, das das Partikel aufbaut. Dieses Gegenfeld verdrängt die Feldlinien auf der zur Emissionsquelle zugewandten Seite, so dass die Kollisionswahrscheinlichkeit mit zunehmender Ladungszahl so weit abnimmt, bis keine Feldlinien mehr auf dem Partikel enden. Ist diese sogenannte Sättigungsaufladung erreicht, treffen keine weiteren Ladungsträger mehr auf das Partikel. Unter Vernachlässigung der Diffusionsaufladung kann die Partikelaufladung abgeschätzt werden zu
{\displaystyle n={\frac {3\varepsilon _{\mathrm {r} }}{\varepsilon _{\text{r}}+2}}\cdot {\frac {Ed_{\text{P}}^{2}}{4e}}\cdot {\frac {\pi eZ_{\text{i}}N_{\text{i}}t}{1+{\frac {eZ_{\text{i}}N_{\text{i}}t}{4\varepsilon _{0}}}}}}
wobei n die Partikelaufladung als Vielfaches der Elementarladung angibt. Hierbei ist ε0 die Permittivität des Vakuums, E die angelegte Feldstärke, dP der Partikeldurchmesser, e die Elementarladung, Zi die Ionenmobilität, Ni die Ionenkonzentration und t die Verweildauer des Partikels in diesem Feld. Die resultierende Sättigungsaufladung berechnet sich nach entsprechend langer Verweildauer (t → ∞) in diesem Feld zu
{\displaystyle n=4\pi \varepsilon _{0}\cdot {\frac {3\varepsilon _{\text{r}}}{\varepsilon _{\text{r}}+2}}\cdot {\frac {Ed_{\text{P}}^{2}}{4e}}}
Der Einfluss der Feldaufladung steigt mit zunehmender Partikelgröße. Dagegen steigt der Einfluss der Diffusionsaufladung mit abnehmender Partikelgröße. Im Bereich zwischen 200 nm < dP < 500 nm sind die beiden Auflademechanismen etwa gleich stark, abhängig von den Partikeleigenschaften, der angelegten elektrischen Feldstärke und der Ladungsträgerkonzentration. Unterhalb von etwa 200 nm dominiert die Diffusionsaufladung.